# Discothyrea remingtoni
Discothyrea remingtoni is een mierensoort uit de onderfamilie van de Proceratiinae. De wetenschappelijke naam van de soort is voor het eerst geldig gepubliceerd in 1948 door Brown.